# Reconeixement de senyals de trànsit
El reconeixement de senyals de trànsit és una tecnologia aplicada a la nova generació de cotxes de tal manera que són capaços d'identificar aquests senyals durant la circulació. El motiu d'aquesta tecnologia és ajudar en la seguretat viària del conductor, ja que d'aquesta manera si el conductor es troba cansat o no ha estat capaç de fixar-se en el senyal, aquest sistema informa al conductor de la velocitat màxima permesa en aquella via.
Aquesta tecnologia ha estat desenvolupada per empreses com Ayonix i Continental.
Va aparèixer per primera vegada a finals del 2008 sobre el nou disseny del BMW 7-series, i el següent any en el Mercedes-Benz S-Class. Actualment, aquests sistemes només detecten els límits de velocitat. Encara que els sistemes de la segona generació ja detecten altres restriccions, com és el cas del Volkswagen Phaeton 2011.
Mitjançant un tractament digital d'imatges que capten una càmera que va gravant la carretera, un ordinador és capaç de llegir un senyal, interpretar-lo i ajudar al conductor per augmentar la seva seguretat o fins i tot estalviar-se multes per distracció. La tecnologia TSR (Traffic Sign Recognition) té una aplicació passiva i activa.
Aplicació passivaAquesta aplicació consisteix a advertir al conductor mitjançant pictogrames, sons o qualsevol altre tipus de senyals que està infringint una limitació de velocitat, que entra en zona de corbes perilloses, perill de neu/gel, etc. El conductor té com a obligació llegir tots els senyals, però pot ser d'ajuda davant una distracció.
Aplicació activaAquesta aplicació consisteix que el cotxe intervé per evitar un accident. Per exemple, si es circula a 90 km/h i el cotxe llegeix un STOP, i no interpreta que el conductor vagi a parar, ordena als frens parar el cotxe abans d'arribar al senyal per evitar un possible accident. Depenent del fabricant, aquesta ajuda pot ésser desconnectable voluntàriament o no.

## Senyals de trànsit
El reconeixement de senyals de trànsit és una part del cas general del reconeixement de patrons. On el problema important del reconeixement de patrons és la dificultat de construir patrons característics (plantilles).
Per contra, els senyals de trànsit es caracteritzen per:
- Estan fets per colors vius i específics, per tal de cridar l'atenció del conductor.
- Són de diferents formes geomètriques (triangles, rectangles, cercles o el·lipses)
- Per a cadascuna hi ha una plantilla específica.

D'aquesta manera és més fàcil desenvolupar un algorisme, ja que l'equip ja té "un coneixement a priori" dels objectes a buscar a la imatge.

## Algorisme
L'algorisme es divideix en dues parts on cadascuna d'aquestes inclou un cert nombre de passos. La primera part és la detecció de la ubicació del centre del senyal (que es fa servir com a punt de referència). La segona fase és la identificació del senyal buscant-lo a partir d'una imatge plantilla, ja guardada a una base de dades.

### Detecció de la ubicació de la mostra de la imatge

#### Segmentació de llindar de la imatge
El primer pas és trobar la regió d'interès a partir de la segmentació. En aquest cas la regió d'interès és la part de la imatge que conté el senyal de trànsit. D'aquesta manera obtenim una imatge en blanc i negre.

#### Aprimament i detecció de vores
Després de la segmentació de la imatge, es duu a terme un algorisme d'aprimament. L'objectiu d'aquest procés és la reducció del gruix de les vores a la imatge binària. D'aquesta manera, aconseguim que les vores tinguin un gruix d'un píxel. Això implica que sigui més fàcil per a l'algorisme per a la detecció de línies que es farà posteriorment i tanmateix augmenta en velocitat (menys píxels d'interès).

#### Regió d'identificació
La regió d'identificació és el càlcul des de baix a l'esquerra fins a dalt a la dreta de les coordenades dels rectangles que inclouen les regions d'interès. D'aquesta manera la cerca se centra en aquesta regió. Aleshores les regions amb un nombre total de píxels menors d'un cert valor són eliminats i no s'examinen en els següents passos.

#### Línia de detecció
A partir de la regió d'interès (ROI), es duu a terme la detecció de la línia per tal d'identificar la forma, ja sigui un triangle, rectangle, cercle o el·lipse. En el cas del triangle i del rectangle es fa servir la transformada de Hough.

#### Comprovació de la forma
Els angles entre les línies ara es poden calcular, utilitzant la línia de coeficients de direcció privada de la verificació anterior. Si hi apareixen tres angles entre [50,70] o [-70,50] graus, aleshores la forma és acceptada com un triangle. En l'altre cas l'algorisme continua amb el pas de detecció de l'el·lipse.

#### Transformada de Hough per a la detecció de l'el·lipse
Per a la detecció de l'el·lipse l'algorisme utilitza un enfocament diferent de la Transformada de Hough, el RHT (Transformada de Hough Aleatòria).
Després de la detecció d'una el·lipse, l'algorisme executa una comprovació de si aquesta és acceptable o no, en funció de la seva excentricitat i el nombre de punts que pertanyen a l'el·lipse.
A partir d'aquest moment, l'el·lipse es considera un cercle amb un cert radi.

#### Càlcul dels vèrtexs i del centre de gravetat (triangles i rectangles)
És necessari el càlcul de les coordenades del centre de gravetat i dels vèrtexs, ja que en el passos següents s'aplicarà en la comparació amb les plantilles (patrons). En aquest punt la detecció de la ubicació del senyal és completa.

### Reconeixement del senyal
Aquest reconeixement es duu a terme amb l'ús de la correlació creuada entre la regió d'interès trobada en els passos anteriors i imatges específiques de la plantilla.
Per al procés de coincidència, les dues imatges han de tenir la mateixa coordenada del sistema, de manera que a partir de les plantilles es realitza la recerca en la imatge.

#### Transformació afí (triangle, rectangle)
Els dos sistemes de coordenades són diferents per dos components diferents de la traducció paral·lela a cada eix, pot ésser de rotació angular o bé coeficients de l'escala. Els punts comuns utilitzats per al càlcul dels paràmetres de transformació són els vèrtexs de la forma detectada. Les seves coordenades en el sistema de plantilles (patrons) ja són conegudes. Totes les imatges de la plantilla es transformen i les imatges de nova construcció tenen les mateixes dimensions amb la recerca d'imatge. El patró es troba en el mateix lloc que el senyal detectat.

#### Transformació per semblança (cercle)
En el cas d'un senyal en forma de cercle, només hi ha un punt comú, el centre,
per tant la transformació afí no es pot utilitzar. Aleshores es fa servir una transformació per semblança. Es considera que els dos sistemes són diferents per un coeficient d'escala (el mateix de X i Y). L'escala es calcula a partir de la relació entre el radi del senyal en les dues imatges.

#### Delimitació de la zona de cerca
Els píxels fora de la regió d'interès no aporten informació necessària, és per això que es deixen en negre. El que interessa són els píxels de l'interior de la regió que inclou el senyal de trànsit, aleshores aquest píxels mantenen el seu color. En el cas del cercle, és fàcil determinar si un píxel pertany o no. Tots els píxels amb una distància major que el radi s'estableixen com a fons.

#### Coincidència de la correlació creuada
Per a cada píxel en la regió d'interès, el coeficient de correlació creuada entre el patró i la recerca d'imatges, es calcula per a cada canal de color (vermell, verd i blau). El coeficient final és la mitjana dels tres coeficients RGB. El patró amb el major coeficient correspon al senyal registrat.

## Millores per al futur
Basat en l'experiència adquirida en les proves, els aspectes que han de ser investigats més a fons i millorar-se en el futur són:
- Reconeixement dels signes d'una forma més complexa (octògon, forma de diamant). La forma d'aquests signes poden ser detectats utilitzant una altra variació de la transformada de Hough, la transformada de Hough Generalitzada. Pot detectar les formes en una imatge, que no necessàriament han de ser descrites per una equació matemàtica analítica com el triangle o el cercle.
- Reconeixement dels dos (o més) els signes de la mateixa regió d'interès. És possible que en alguns casos apareguin dos o més signes a la mateixa regió d'interès. Aquest problema es pot tractar amb canvis en l'estructura de l'algorisme.
- Augment de la velocitat de l'algorisme mitjançant la millora del codi font i una altra vegada, pels possibles canvis en la seva estructura.
- Increment de la robustesa dels algorismes en els canvis de condició de llum. La representació RGB està lluny de la concepció humana del color. D'altra banda, el processament digital d'imatges del model de color RGB té diverses inconvenients:
  - Els tres components (R, G i B) depenen de la intensitat.
  - Colors, que per a un ésser humà poden ser perceptivament a prop, no han d'estar a prop l'un de l'altre (distància euclidiana) en Model de color RGB l'espai.
  - superfícies suaument ombrejades poden correspondre a diversos grups en un espai de color.

## Solucions de millora del reconeixement
Aquests factors indiquen que el llindar de color, un pas essencial per al procés en conjunt, es veu molt afectada pels canvis de condició de llum.
Una possible solució al problema és la substitució dels valors llindar durant l'adquisició de les imatges, fotografiant una placa de metall construïda amb el mateix color que els senyals amb les condicions de llum actuals i mesurament dels nous llindars.
D'altra banda, el sistema de color HSI pot ser utilitzat en lloc del RGB. El model HSI (de l'anglès Hue, Saturation, Intensity -tonalitat, saturació, intensitat) és molt menys sensible a canvis en condicions de llum que el senyal RGB.
Un altre mètode és l'ús de "xarxes neuronals". Les "xarxes neuronals" són un mètode per al reconeixement de patrons que recentment va començar a ser investigat i s'associa amb la intel·ligència artificial. es simula el sistema nerviós humà i utilitza la seva capacitat d'aprendre per tal de trobar "identificables" les formes i objectes en les imatges. La programació és molt més complicada, però també més eficaç i més ràpida.